# Seznam brigad
Seznam brigad.

## Seznami

### Številski seznam
```
 
1.
   
2.
   
3.
   
4.
   
5.
   
6.
   
7.
   
8.
   
9.
   
10.
  
11.
  
12.
  
13.
  
14.
  
15.

 
16.
  
17.
  
18.
  
19.
  
20.
  
21.
  
22.
  
23.
  
24.
  
25.
  
26.
  
27.
  
28.
  
29.
  
30.

 
31.
  
32.
  
33.
  
34.
  
35.
  
36.
  
37.
  
38.
  
39.
  
40.
  
41.
  
42.
  
43.
  
44.
  
45.

 
46.
  
47.
  
48.
  
49.
  
50.
  
51.
  
52.
  
53.
  
54.
  
55.
  
56.
  
57.
  
58.
  
59.
  
60.

 
61.
  
62.
  
63.
  
64.
  
65.
  
66.
  
67.
  
68.
  
69.
  
70.
  
71.
  
72.
  
73.
  
74.
  
75.

 
76.
  
77.
  
78.
  
79.
  
80.
  
81.
  
82.
  
83.
  
84.
  
85.
  
86.
  
87.
  
88.
  
89.
  
90.

 
91.
  
92.
  
93.
  
94.
  
95.
  
96.
  
97.
  
98.
  
99.
  
100.
```

### Seznam po državah in obdobjih
- seznam brigad Izraelske kopenske vojske
- seznam brigad Kopenske vojske ZDA
- seznam brigad Kraljeve danske kopenske vojske
- seznam brigad NOVJ in POJ

- slovenske partizanske brigade

- seznam brigad Slovenske vojske
- seznam brigad Wehrmachta
- seznam brigad ZSSR
- seznam britanskih brigad druge svetovne vojne